# Metodio de Olimpo
San Metodio (m. 311), llamado Ebulio, prelado griego, también Metodio de Olimpo o Metodio de Patara. Se sabe muy poco de su vida y es mencionado en la obra de Jerónimo de Estridón. y en la historia de Sócrates de Constantinopla. Fue sucesivamente obispo de Olimpo (Licia), Patara (Licia) y Tiro. Después de haber sido desterrado a Calcidia por las intrigas de los arrianos, sufrió el martirio. 
Dedicó buena parte de su obra literaria a contradecir el origenismo. Se conserva una obra completa en griego, un diálogo al estilo de los platónicos que escribió mostrando gran dominio de la lengua: Sobre la virginidad (Symposion e peri hagneias). También hay fragmentos de otros diálogos como: Sobre la Resurrección, Sobre el libre albedrío, Sobre la vida y el actuar razonable.
Su fiesta se celebra el 20 de junio. 
Se le atribuyó erróneamente ser el autor del original del "Apocalipsis del Pseudo Metodio", de entre mediados-finales del siglo VII (644-690).